# Забрђе (Прибој)
Забрђе је насеље у Србији у општини Прибој у Златиборском округу. Према попису из 2022. било је 184 становника.

## Демографија
У насељу Забрђе живи 292 пунолетна становника, а просечна старост становништва износи 44,1 година (41,1 код мушкараца и 47,0 код жена). У насељу има 113 домаћинстава, а просечан број чланова по домаћинству је 3,10.
Ово насеље је углавном насељено Србима (према попису из 2002. године), а у последња три пописа, примећен је пад у броју становника.
|  |

| Демографија | Демографија | Демографија |
| Година      | Становника  | Становника  |
| ----------- | ----------- | ----------- |
| 1948.       | 717         |             |
| 1953.       | 837         |             |
| 1961.       | 852         |             |
| 1971.       | 891         |             |
| 1981.       | 647         |             |
| 1991.       | 430         | 424         |
| 2002.       | 350         | 374         |

| Етнички састав према попису из 2002.‍ | Етнички састав према попису из 2002.‍ | Етнички састав према попису из 2002.‍ | Етнички састав према попису из 2002.‍ | Етнички састав према попису из 2002.‍ |
| ------------------------------------ | ------------------------------------ | ------------------------------------ | ------------------------------------ | ------------------------------------ |
|                                      |                                      |                                      |                                      |                                      |
| Срби                                 | Срби                                 |                                      | 231                                  | 66,0%                                |
| Муслимани                            | Муслимани                            |                                      | 77                                   | 22,0%                                |
| Бошњаци                              | Бошњаци                              |                                      | 38                                   | 10,85%                               |
| непознато                            | непознато                            |                                      | 3                                    | 0,85%                                |

| Година пописа     | 1948. | 1953. | 1961. | 1971. | 1981. | 1991. | 2002. |
| ----------------- | ----- | ----- | ----- | ----- | ----- | ----- | ----- |
| Број домаћинстава | 132   | 138   | 132   | 150   | 141   | 132   | 113   |

| Број чланова      | 1  | 2  | 3  | 4  | 5  | 6 | 7 | 8 | 9 | 10 и више | Просек |
| ----------------- | -- | -- | -- | -- | -- | - | - | - | - | --------- | ------ |
| Број домаћинстава | 25 | 34 | 11 | 18 | 11 | 6 | 4 | 3 | 1 | 0         | 3,10   |

| Пол    | Укупно | Неожењен/Неудата | Ожењен/Удата | Удовац/Удовица | Разведен/Разведена | Непознато |
| ------ | ------ | ---------------- | ------------ | -------------- | ------------------ | --------- |
| Мушки  | 151    | 51               | 89           | 10             | 1                  | 0         |
| Женски | 154    | 25               | 91           | 35             | 3                  | 0         |
| УКУПНО | 305    | 76               | 180          | 45             | 4                  | 0         |

| Пол    | Укупно                    | Пољопривреда, лов и шумарство | Рибарство                            | Вађење руде и камена | Прерађивачка индустрија       |
| ------ | ------------------------- | ----------------------------- | ------------------------------------ | -------------------- | ----------------------------- |
| Мушки  | 67                        | 26                            | 0                                    | 0                    | 21                            |
| Женски | 27                        | 11                            | 0                                    | 0                    | 1                             |
| УКУПНО | 94                        | 37                            | 0                                    | 0                    | 22                            |
| Пол    | Производња и снабдевање   | Грађевинарство                | Трговина                             | Хотели и ресторани   | Саобраћај, складиштење и везе |
| Мушки  | 0                         | 5                             | 0                                    | 0                    | 2                             |
| Женски | 0                         | 0                             | 2                                    | 1                    | 0                             |
| УКУПНО | 0                         | 5                             | 2                                    | 1                    | 2                             |
| Пол    | Финансијско посредовање   | Некретнине                    | Државна управа и одбрана             | Образовање           | Здравствени и социјални рад   |
| Мушки  | 0                         | 1                             | 9                                    | 1                    | 0                             |
| Женски | 0                         | 0                             | 0                                    | 1                    | 2                             |
| УКУПНО | 0                         | 1                             | 9                                    | 2                    | 2                             |
| Пол    | Остале услужне активности | Приватна домаћинства          | Екстериторијалне организације и тела | Непознато            | Непознато                     |
| Мушки  | 0                         | 0                             | 0                                    | 2                    | 2                             |
| Женски | 0                         | 0                             | 0                                    | 9                    | 9                             |
| УКУПНО | 0                         | 0                             | 0                                    | 11                   | 11                            |